# Cantó de Chauvigny
El cantó de Chauvigny és un cantó francès del departament de la Viena, situat al districte de Montmorillon. Té 8 municipis i el cap és Chauvigny.

## Municipis
- Chapelle-Viviers
- Chauvigny
- Fleix
- Lauthiers
- Leignes-sur-Fontaine
- Paizay-le-Sec
- Sainte-Radégonde
- Valdivienne

## Història
| Data d'elecció                           | Identitat         | Partit               | Qualitat |
| ---------------------------------------- | ----------------- | -------------------- | -------- |
| 1949-1973                                | Jacques Toulat    | MRP, després CD      |          |
| 1973-1979                                | Jean-Pierre David | PCF                  |          |
| 1979-                                    | Alain Fouché      | UDF-CDS, després UMP |          |
| les dades anteriors no són pas conegudes |                   |                      |          |
|                                          |                   |                      |          |

## Demografia
| A partir de 1990: Població sense dobles comptes |